# Pyuthan
Pyuthan (in nepalese प्यूठान) è una municipalità del Nepal situata nel Distretto di Pyuthan del quale è anche capoluogo.
La municipalità è stata costituita il 18 maggio del 2014 dalla fusione dei comitati per lo sviluppo dei villaggi di Pyuthan Khalanga, Bijubar, Dakha Kwadi, Bijaya Nagar, Dharmawati, Maranthana e Khaira village development committees.[2][3]
La città si trova in una zona collinare delle Mahabharat Lekh a circa 900 m s.l.m.